# 알레포 국제경기장

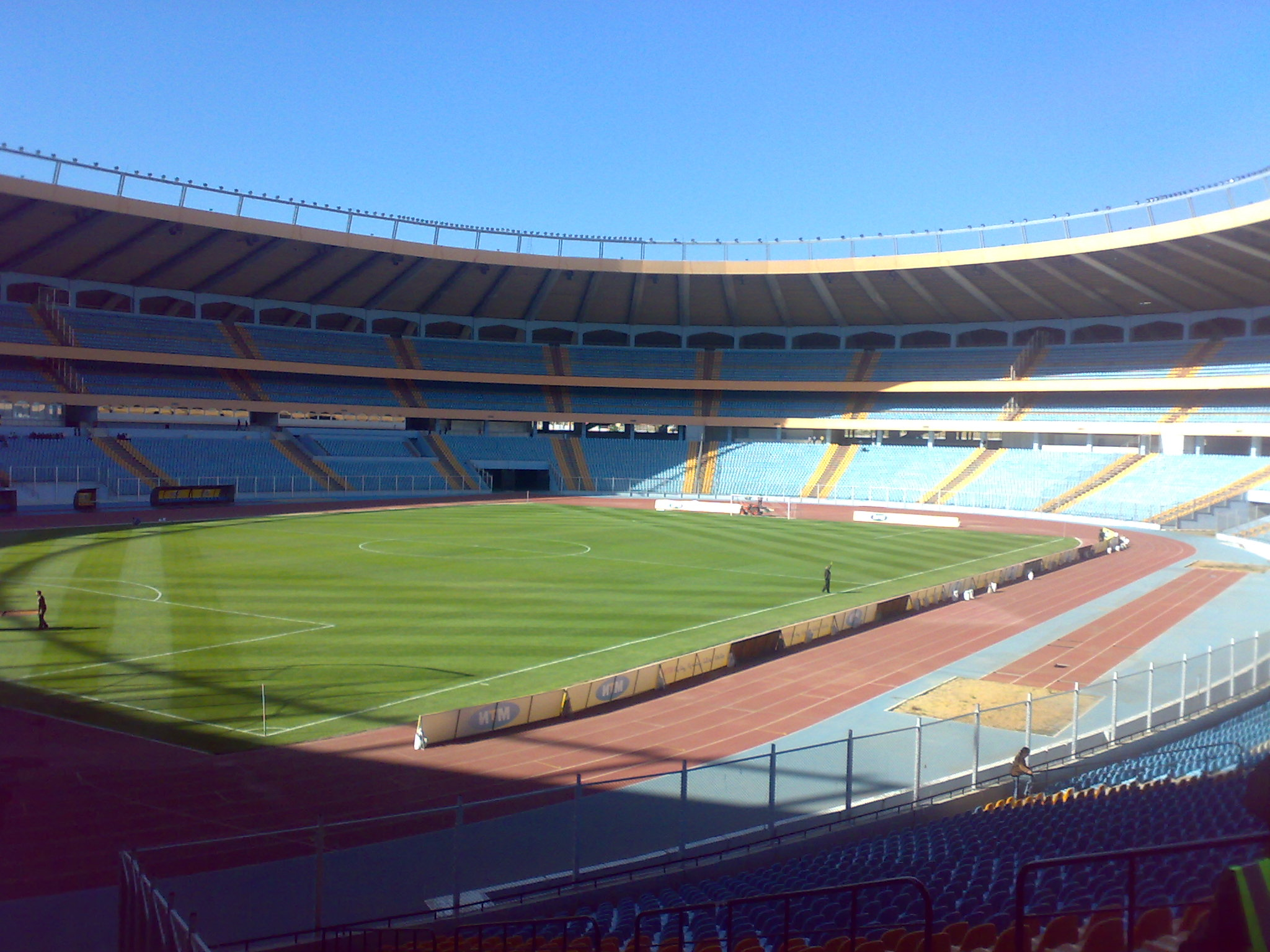
알레포 국제경기장

알레포 국제경기장(아랍어: ملعب حلب الدولي)은 시리아 알레포에 있는 경기장이다. 최대 75,000명 수용으로, 2007년에 완성되었다.

## 개요
1980년에 건설이 시작되었다. 본래 1987년 지중해 경기 대회의 주 경기장으로 사용될 예정이었지만, 재정난으로 공사가 중단되었다. 2007년에 개장되었다.